# Elser (Hörspiel)
Elser ist ein deutsches Hörspiel aus dem Jahr 2015 von Fred Breinersdorfer. Die Ursendung fand am 1. und 3. April 2015 in den Hörspielprogrammen des SWR und NDR statt. Das Stück porträtiert den Widerstandskämpfer gegen den Nationalsozialismus Georg Elser, dessen Attentat auf Adolf Hitler und nahezu die gesamte NS-Führungsspitze im Bürgerbräukeller in München scheiterte. Es entstand parallel zu dem Kinofilm Elser – Er hätte die Welt verändert, erzählt aber dieselbe Geschichte mit den spezifischen Mitteln des Hörspiels. Dieselben Filmschauspieler sprechen die Hauptrollen im Hörspiel.

## Inhalt
Am 8. November 1939, zwei Monate nach Beginn des Zweiten Weltkrieges, unternahm der Schreiner Georg Elser aus Königsbronn im Münchner Bürgerbräukeller ein Attentat auf Hitler. Die Zeitzünder-Bombe, an der er in monatelanger geheimer Arbeit gebaut hatte, riss acht Menschen in den Tod und zerstörte das Gebäude fast vollständig. Doch Hitler und die gesamte Führungsebene der NSDAP, die an diesem Abend anlässlich Hitlers Jubiläumsrede zum Hitlerputsch 1923 anwesend waren, hatten 13 Minuten vor der Detonation den Saal verlassen und kamen unbeschadet davon.
Elser wurde wenige Minuten vor der Explosion der Bombe auf der Flucht an der Grenze zur Schweiz gefasst, in die Gestapo-Zentrale gebracht, gefoltert und verhört. Bereits nach kurzer Zeit gestand er das Attentat, doch die Gestapo und die NS-Führung glaubte nicht, dass er die Tat allein, ohne Helfer aus dem In- oder Ausland, begangen hatte. Schließlich wurde er ins Konzentrationslager deportiert und im Dachau am 9. April 1945 auf Befehl des Gestapo-Chefs Heinrich Müller ermordet.

## Konzept
Das Hörspiel ist keine schlichte Audio-Dublette des Films, sondern eine eigenständige Version, die in 100 Szenewechseln überwiegend die Innenperspektive Elsers wählt und damit intensiver und in ganz eigener Weise auch auf die möglichen Motive und Zweifel des Attentäters eingehen kann, eine Komplementärfarbe zum Film.

## Auszeichnungen
- Hörspiel der Woche, Bayerischer Rundfunk